# Умершие в сентябре 2006 года
Это список известных людей, соответствующих установленным критериям значимости (см. Википедия:Критерии значимости персоналий), умерших в сентябре 2006 года.
Причина смерти указывается лишь в исключительных случаях (убийство, самоубийство, гибель в результате военных действий, смертная казнь, ДТП или несчастные случаи). В остальных случаях — не указывается.

## Список

### 2 сентября
- Бутенко, Эдуард Валентинович (65) — советский актёр, режиссёр, театральный педагог.

### 3 сентября
- Кнардаль, Ева (79) — норвежская пианистка.

### 4 сентября
- Ирвин, Стив Роберт (44) — популярный австралийский натуралист, тележурналист и автор многочисленных фильмов о живой природе; несчастный случай.
- Свинин, Вениамин Васильевич (79) — полный кавалер ордена Трудовой Славы.
- Тиле, Колин (85) — австралийский писатель и педагог.

### 5 сентября
- Брайнин, Харальд (82) — австрийский поэт, писатель и журналист.
- Гнатынов, Николай Степанович (81) — полный кавалер ордена Славы.
- Цвик, Степан Степанович (80) — полковник Советской Армии, участник подавления Венгерского восстания 1956 года, Герой Советского Союза.

### 7 сентября
- Потехин, Владимир Фёдорович (84) — советский и российский военнослужащий, генерал-лейтенант.

### 8 сентября
- Лещинский, Адам Брониславович (85) — Герой Советского Союза.

### 9 сентября
- Вольский, Аркадий Иванович (74) — президент Российского союза промышленников и предпринимателей (РСПП).

### 10 сентября
- Бурмистров, Иван Николаевич (86) — Герой Советского Союза.
- Маясов, Вячеслав Николаевич (52) — российский продюсер.
- Тауфа’ахау Тупоу IV (88) — король Тонга с 1965.

### 11 сентября
- Фест, Иоахим (79) — немецкий историк, журналист и писатель.

### 12 сентября
- Аглуллин, Рауф Абдуллович (75) — председатель колхоза «Память Ленина» Буинского района, Герой Социалистического Труда.

### 13 сентября
- Ричардс, Энн (73) — американская женщина-политик, 45-й губернатор Техаса.

### 14 сентября
- Козлов, Андрей Андреевич (41) — российский государственный деятель, финансист, первый заместитель Председателя Центрального банка Российской Федерации (1997—1999, 2002—2006); погиб в результате покушения.
- Наконечный, Евгений Петрович — украинский историк, библиотеко- и языковед.

### 15 сентября
- Саффрон, Эйб (86) — австралийский предприниматель.
- Фаллачи, Ориана (77) — итальянская журналистка, писатель, публицист, в годы Второй мировой войны — участница партизанского Сопротивления; рак.

### 16 сентября
- Ефремов, Вениамин Павлович (80) — инженер-конструктор, общественный деятель.

### 17 сентября
- Локтев, Алексей Васильевич (66) — советский и российский актёр театра и кино; автокатастрофа.
- Райтвиир, Айн (68) — эстонский миколог.

### 18 сентября
- Мовчан, Александр Андреевич (74) — советский актёр.
- Перейра Мендес, Нилтон (30) — бразильский футболист, нападающий.

### 19 сентября
- Науменко, Виктор Петрович (84) — советский военачальник, Герой Советского Союза.
- Сыромятников, Владимир Сергеевич (73) — основоположник космической стыковочной техники, выдающийся конструктор, доктор технических наук, профессор.

### 21 сентября
- Брок, Павел Иосифович (81) — Полный кавалер Ордена Славы.

### 22 сентября
- Александр Горбунов (85) — Герой Советского Союза.

### 25 сентября
- Пономарёв, Михаил Сергеевич (85) — советский лётчик-ас Корейской войны, Герой Советского Союза.

### 26 сентября
- Умурзакова, Амина Ергожаевна (87) — актриса театра и кино, Заслуженный артист Казахской ССР (1958), народная артистка Казахской ССР (1965).

### 27 сентября
- Черненко, Николай Власович (81) — Герой Советского Союза.

### 30 сентября
- Барботё, Жорж (82) — французский валторнист, педагог и композитор.
- Гавич, Ирина Константиновна (84) — советский и российский учёный-гидрогеолог.